# Сан-Джованни (станция метро)
Сан-Джованни — пересадочный узел линий А и C Римского метрополитена, названный по расположенным поблизости воротам Сан-Джованни. На станции установлены платформенные раздвижные двери.

## История
Первым в 1980 году открылся зал линия A. 12 мая 2018 года открылся зал линии С при её продлении на один перегон в сторону центра Рима, после чего оформился пересадочный узел, связавший линию С с остальной сетью метрополитен (до этого конечной станцией на линии C была станция «Лоди», и сама линия не имела пересадок на две предыдущие).

## Строительство станции
Строительство тоннелей были выполнялось способом стабилизации (закрепления) и гидроизоляции с использованием технологии замораживания водонасыщенных грунтов
В ходе строительства, станция Сан-Джованни претерпела значительные изменения по результатам археологических исследований почвы необходимых для строительства стен тоннеля. Были обнаружены археологические находки во время профилактических раскопок, проведенных на участке Т3 в садах Виа-Саннио. Предписания Археологического управления привели к изменению конструкции, включающего изменение горизонтального и вертикального выравнивания с уменьшением уклон, начиная со станции Лоди, и последующим переходом под существующую линию А станции Сан-Джованни.

## Расположение и достопримечательности
Вблизи станции расположены:
- Латеранский дворец
- Латеранская базилика
- Санта-Кроче-ин-Джерусалемме
- Ворота Сан-Джованни
- Ослиные ворота

## Наземный транспорт
Автобусы: 16, 51, 77, 81, 85, 87, 117, 218, 360, 590, 665, 714, 792.
Трамвай: 3.